# 西大門刑務所
西大門刑務所（：／ Seodaemun Hyeongmuso */?）是朝鲜日治时期前启用的監獄，位于今韓國首爾特別市西大門區。

## 历史
1908年10月21日京城監獄成立，是朝鮮半島首個现代监狱。1912年9月3日改名西大門監獄，1923年5月5日改为「西大門刑務所」。韩国光復后，1945年11月21日改为「首尔刑務所」，1961年12月23日更名「首尔矯導所」，1967年7月7日改为首尔拘置所。随着1987年11月15日首尔拘置所迁往南方的义王市，此地全境正式成为国家指定史迹324号。

## 画廊

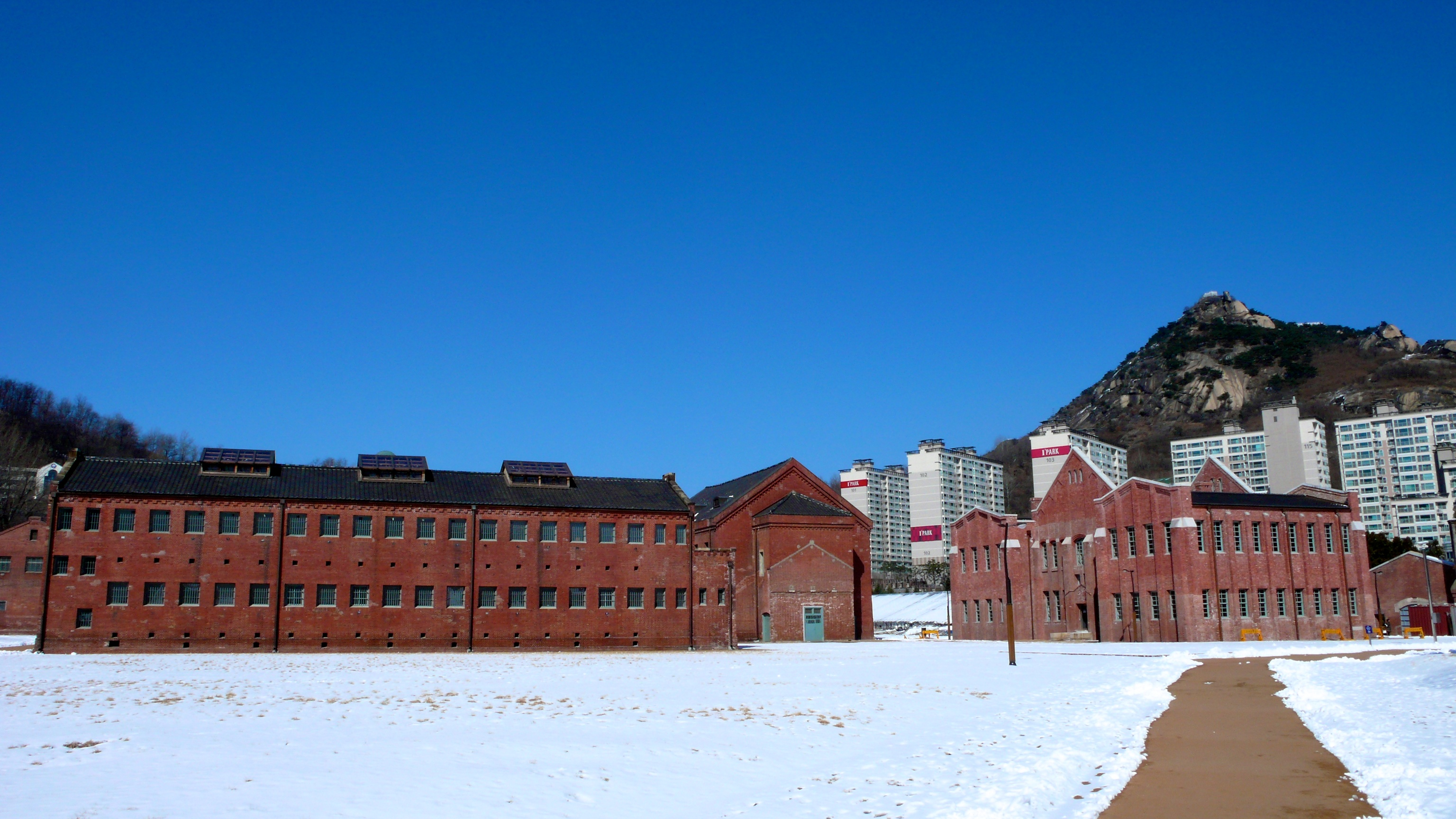
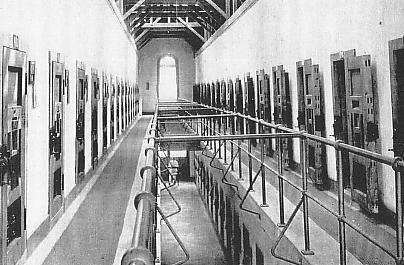
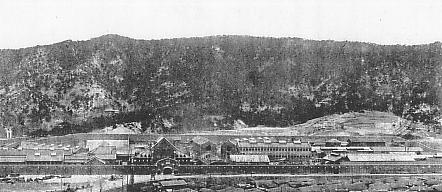
1924年的西大門刑務所
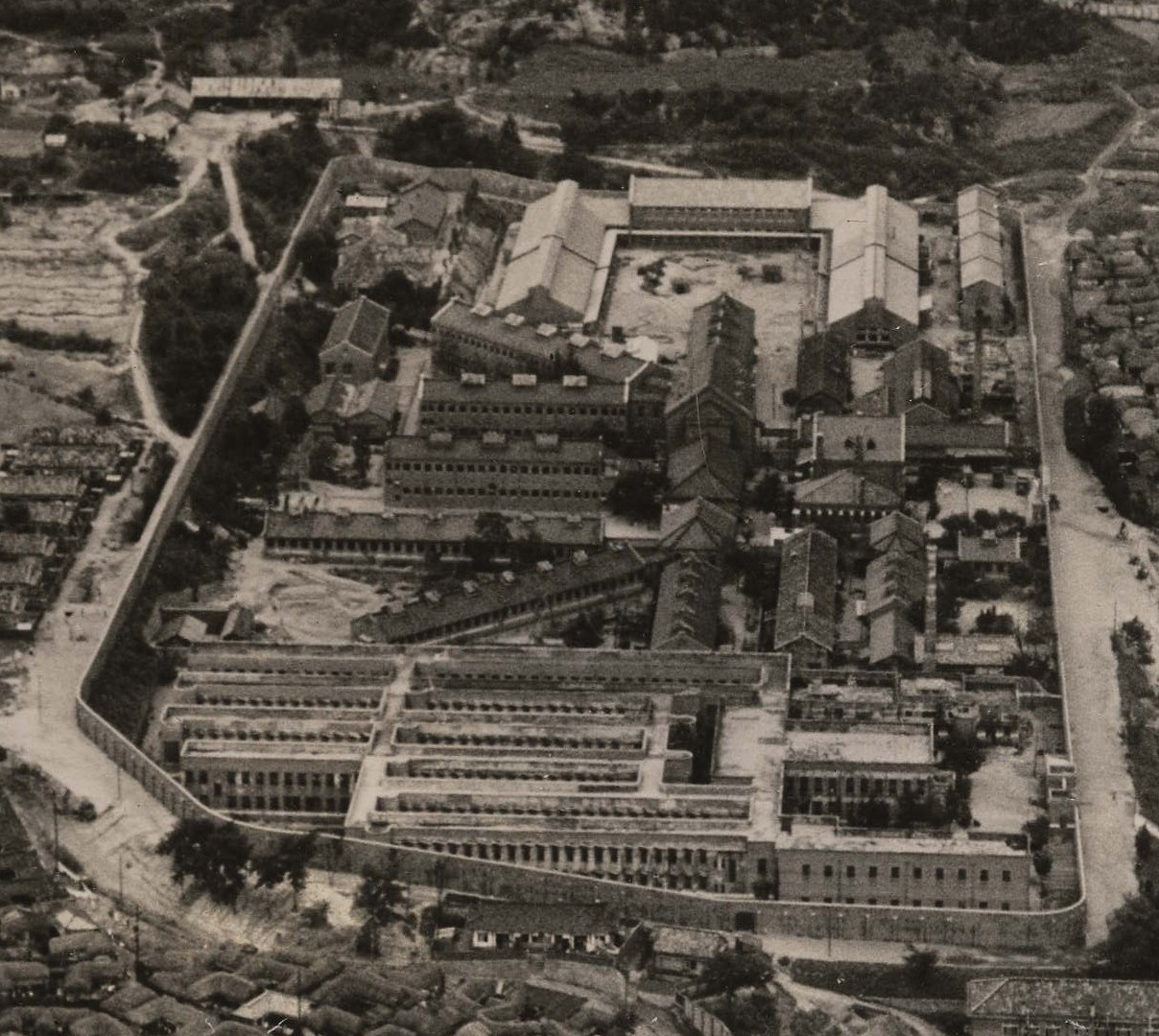
1945年的西大門刑務所
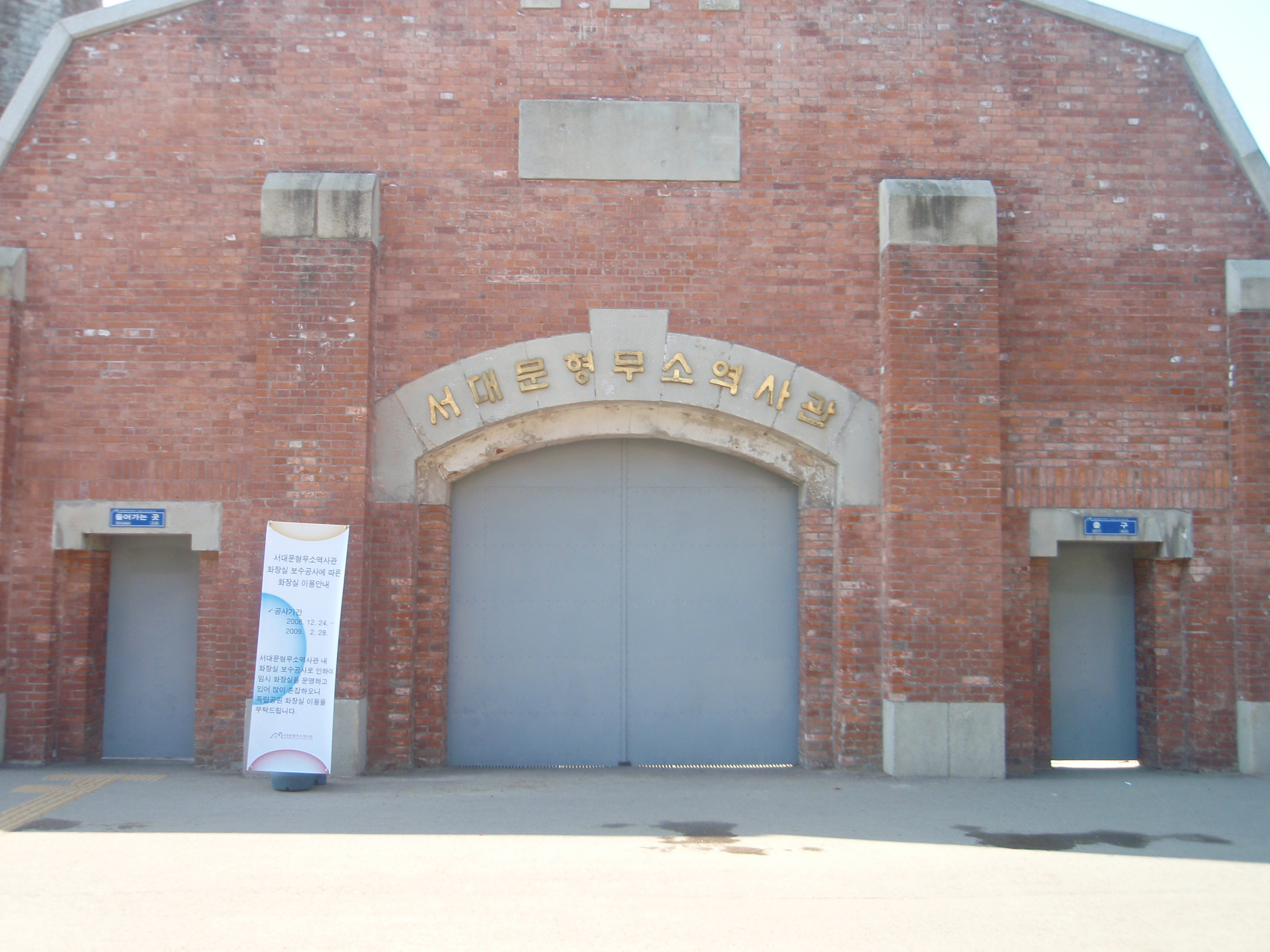